# ایوو کورتینی
ایوو کورتینی (انگلیسی: Ivo Kurtini; ۲۳ ژوئن ۱۹۲۲ – ۱۲ سپتامبر ۱۹۹۰) بازیکن واترپلو اهل یوگسلاوی بود.